# Lemvig Kommune (1970–2006)
| Strukturdaten       | Strukturdaten  |
| ------------------- | -------------- |
| Sitz der Verwaltung | Lemvig         |
| Fläche              | 465,73 km²     |
| Einwohner           | 17.899 (2006)  |
| Kommune seit 2007   | Lemvig Kommune |

Lemvig Kommune war bis Dezember 2006 eine dänische Kommune im damaligen Ringkjøbing Amt in Jütland. Seit Januar 2007 ist sie zusammen mit der Kommune Thyborøn-Harboøre Teil der neuen Lemvig Kommune.
Lemvig Kommune wurde im Rahmen der Verwaltungsreform von 1970 neu gebildet und umfasste folgende Sogn:
- Bøvling Sogn
- Dybe Sogn
- Fabjerg Sogn
- Ferring Sogn
- Fjaltring Sogn
- Flynder Sogn
- Gudum Sogn
- Heldum Sogn
- Hove Sogn
- Hygum Sogn
- Lemvig Sogn
- Lomborg Sogn
- Møborg Sogn
- Nees Sogn
- Nørlem Sogn
- Nørre Nissum Sogn
- Ramme Sogn
- Rom Sogn
- Trans Sogn
- Tørring Sogn
- Vandborg Sogn